# Steig (Grünenbach)
Steig (westallgäuerisch: t' Schdoig) ist ein Gemeindeteil der Gemeinde Grünenbach im bayerisch-schwäbischen Landkreis Lindau (Bodensee).

## Geographie
Die Einöde liegt circa vier Kilometer südöstlich des Hauptorts Grünenbach und zählt zur Region Westallgäu. Südlich der Ortschaft liegt der Ort Bischlecht.

## Ortsname
Der Ortsname stammt vom mittelhochdeutschen Wort steig(e) für steile Straße bzw. Anhöhe ab.

## Geschichte
Steig wurde erstmals im 15. Jahrhundert mit der Múli an der staig urkundlich erwähnt. Der Ort gehörte einst der Herrschaft Hohenegg und später der Gemeinde Ebratshofen an.